# Koike Kazuo
Koike Kazuo (小池 一夫 Tiểu Trì Nhất Phu), sinh ngày 8/5/1936 tại Daisen, huyện Akita và mất ngày 17/4/2019) là một mangaka Nhật Bản. Ông chuyên sáng tác manga, tiểu thuyết.

## Tiểu sử
Bắt đầu sự nghiệp, ông học dưới sự chỉ bảo của Takao Saito, tác giả của Golgo 13, và làm việc với tư cách là thư ký của series.
Koike, cùng với nghệ sĩ Kojima Goseki, sáng tác nên manga Kozure Ōkami (Sói mang con), và Koike cũng đóng góp cho các kịch bản phim chuyển thể từ series trong những năm 70, trong đó nam diễn viên nổi tiếng Tomisaburo Wakayama thủ vai. Koike and Kojima trở nên nổi tiếng với tên gọi "Bộ đôi vàng" nhờ vào sự thành công của Sói mang con.
Một series khác do Koike viết, Crying Freeman, được minh họa bởi Ryoichi Ikegami, đã được chuyển thể thành một live-action film vào năm 1995 bởi đạo diễn người Pháp Christophe Gans.
Koike Kazuo mở Gekika Sonjuku, một trường học chuyên nghiệp dạy cách trở thành mangaka.
Thêm vào các manga mang khuynh hướng hành động, bạo lực, Koike, một người rất yêu thích môn golf, cũng viết manga về golf.

## Qua đời
Ngày 17 tháng 4 năm 2019, Kazuo Koike đã qua đời vì bệnh viêm phổi tại độ tuổi 82. Cái chết của ông chỉ diễn ra sau sáu ngày kể từ cái chết trước đó của tác giả manga Monkey Punch vào 11 tháng 4, người cũng qua đời vì bệnh suy tim.

## Những người đã tốt nghiệp từ Gekika Sonjuku
- Takahashi Rumiko - mangaka: Ranma ½, InuYasha, Urusei Yatsura...
- Sakuma Akira - nhà thiết kế trò chơi, nhà văn tự do: Momotetsu series
- Kikuchi Hideyuki – nhà văn kinh dị
- Hara Tetsuo - mangaka: Fist of the North Star
- Horii Yuji - nhà thiết kế trò chơi, nhà văn tự do: Dragon Quest series
- Itagaki Keisuke - mangaka: Baki the Grappler
- Yamamoto Naoki - mangaka: Dance Till Tomorrow

## Các tác phẩm nổi tiếng
- Kozure Ōkami, cùng với Kojima Gōseki, 1970–1976
- Hulk: The Manga, cùng với Morifuji Yoshihiro, 1970–?
- Lady Snowblood, cùng với Kamimura Kazuo, 1972–1973
- Samurai Executioner, cùng với Kojima Gōseki, 1972–1976
- Kịch bản cho phim Lady Snowblood, 1973
- Adolescent Zoo, cùng với Yamasaki Hiromi, 1978–1981
- Path of the Assassin, cùng với Kojima Gōseki, 1978–1984
- Mad Bull 34, cùng với Inoue Noriyoshi, 1985–1991
- Crying Freeman, cùng với Ikegami Ryōichi, 1986–1988
- Hannape Bazooka, cùng với Nagai Gō
- Kajō, cùng với Mori Hideki, 2003–2006